# Jason Tunks
Jason Tunks (ur. 7 maja 1975 w London) – kanadyjski lekkoatleta, specjalista rzutu dyskiem, mistrz igrzysk panamerykańskich, trzykrotny medalista igrzysk Wspólnoty Brytyjskiej, trzykrotny olimpijczyk.
Zdobył brązowy medal w pchnięciu kulą i zajął 5. miejsce w rzucie dyskiem na mistrzostwach panamerykańskich juniorów w 1993 w Winnipeg. Na mistrzostwach świata juniorów w 1994 zajął 8. miejsce w rzucie dyskiem i 10. miejsce w pchnięciu kulą. Odpadł w eliminacjach rzutu dyskiem na igrzyskach olimpijskich w 1996 w Atlancie. Zajął 9. miejsce w tej konkurencji na mistrzostwach świata w 1997 w Atenach.
Zdobył brązowy medal w rzucie dyskiem, przegrywając jedynie z Robertem Weirem z Anglii i Frantzem Krugerem z Południowej Afryki, a także zajął 11. miejsce w pchnięciu kulą na igrzyskach Wspólnoty Narodów w 1998 w Kuala Lumpur. Na igrzyskach panamerykańskich w 1999 w Winnipeg wywalczył brązowy medal w rzucie dyskiem, za Anthonym Washingtonem ze Stanów Zjednoczonych i Alexisem Elizalde z Kuby, a w pchnięciu kulą zajął 5. miejsce.
W późniejszych startach koncentrował się na rzucie dyskiem. Odpadł w kwalifikacjach tej konkurencji na mistrzostwach świata w 1999 w Sewilli. Na igrzyskach olimpijskich w 2000 w Sydney zajął 6. miejsce. Zwyciężył na igrzyskach frankofońskich w 2001 w Ottawie. Zajął 9. miejsce na mistrzostwach świata w 2001 w Edmonton.
Zdobył srebrny medal na igrzyskach Wspólnoty Narodów w 2002 w Manchesterze, za Frantzem Krugerem, a przed Robertem Weirem. Zwyciężył na igrzyskach panamerykańskich w 2003 w Santo Domingo, wyprzedzając Kubańczyków Franka Casañasa i Loisa Maikela Martíneza. Zajął 11. miejsce na mistrzostwach świata w 2003 w Paryżu. Nie zakwalifikował się do finału na igrzyskach olimpijskich w 2004 w Atenach. Zajął 8. miejsce na mistrzostwach świata w 2005 w Helsinkach.
Ostatnią dużą imprezą międzynarodową, na której Tunks startował, były igrzyska Wspólnoty Narodów w 2006 w Melbourne. Wywalczył na nich srebrny medal w rzucie dyskiem, przegrywając jedynie ze Scottem Martinem z Australii, a wyprzedzając swego kolegę z reprezentacji Kanady Dariusza Slowika.
Tunks był czternastokrotnym mistrzem Kanady w rzucie dyskiem w latach 1995–2005 i 2007–2009, a także wicemistrzem w 2006 i 2014. Był również mistrzem Kanady w pchnięciu kulą w 1997 oraz wicemistrzem w 1996, 1998 i 2001.
Dwukrotnie poprawiał rekord Kanady w rzucie dyskiem do rezultatu 67,88 m, uzyskanego 14 maja 1998 w Abilene. Jest to aktualny (wrzesień 2020) rekord Kanady.
Pierwszą żoną Tunksa była Teri Steer, amerykańska lekkoatletka, specjalistka pchnięcia kulą, olimpijka z 2000, obecna (wrzesień 2020) żona Christiana Cantwella, a drugą jest Lieja Tunks z d. Koeman, holenderska kulomiotka, olimpijka z 2000 i 2004.